# Censà
Censà [sən'sa] (o tradicionalment Sansà, o millor Sançà, oficialment i en francès Sansa) és una comuna de la subcomarca de les Garrotxes de Conflent, de la comarca nord-catalana del Conflent.
L'any 1975, la població va caure de 9 a 5 habitants, en un clar procés de despoblació, però l'any 2007 la població es va multiplicar per quatre.

## Etimologia
El topònim d'aquest poble és subjecte a controvèrsies. D'una banda, Joan Coromines, a l'Onomasticon Cataloniae, escriu Sançà (forma etimològica); d'una l'altra, Joan Becat, s'estima més la grafia tradicional Sansà; Endemés, al Nomenclàtor toponímic de la Catalunya del Nord, la forma proposada per l'Institut d'Estudis Catalans i la Universitat de Perpinyà és Censà (forma recollida per la Gran Enciclopèdia Catalana en temps en què faltaven estudis de toponímia: és una forma rara en la documentació i sense cap base etimològica).
Joan Coromines explica que, atès que les formes medievals d'aquest topònim comencen quasi sempre per San-, ell s'inclina per un origen en el nom propi llatí Sanctiānu, derivat del també nom propi Sanctius; per tant, proposa la forma Sançà. Descarta l'etimologia proposada per Pere Ponsich, que el fa venir de Censiano, cosa que justificaria la forma Censà. La forma Sançà és la més àmpliament documentada:
- Un «Sancolus/Sanciolus» documentat com a propietari de terres a prop de Talau entre 870 i 878.

- Uns descendents documentats a Vilella (Rigardà) el 28 de juliol 939: un Sancius Bellus és testimoni. (Ibid. doc.254.) A Aiguatèbia el 6 de maig 974, hi ha amb un testimoni dit «Sanctionus». (Ibid. doc. 482. i Alart. doc.188). Notem en Alart un Sanctiolus el 871 (doc. 77), un Sancoli el 878 (doc. 89) i un Rector de Sansiano en el Decanat del Vallespir el 1435.

- «Santiano» en la documentació del S. XI.[3]

- Una «Villa Sanciani» a mitjan gener del 1189.

- Hi ha un municipi a Gascunya escrit oficialment Sansan que també ve de 'Sancius' i, per tant, s'escriu Sançan en occità.

Cal afegir que trobem un Sancius el 21 d'agost 842 com a testimoni a Empúries in Cat. Car. Girona (…) doc.19. Sançà es troba com a possessió d'Arnau Bernat en el testament seu del setembre del 1067, on diu que el tingué de Santa Maria de Grassa.

## Geografia

### Localització i característiques generals del terme

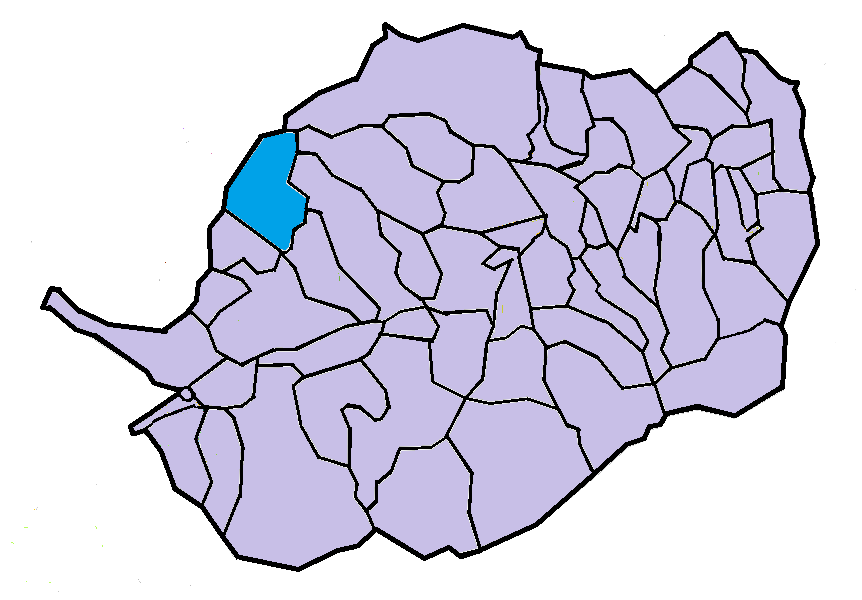
Situació de la comuna de Censà en el Conflent

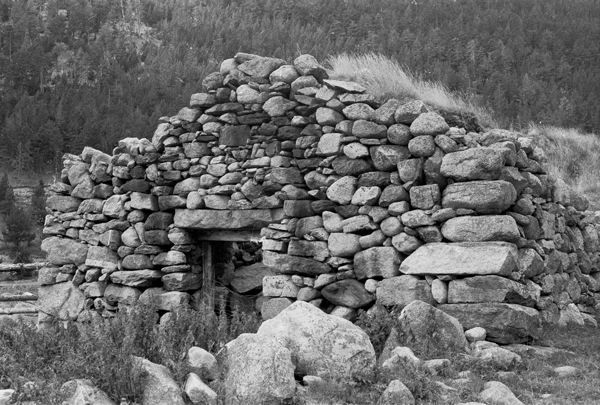
Cortal del Pla de l'Orri

El terme comunal de Censà, de 222.700 hectàrees d'extensió és situat a l'extrem nord-oest de la seva comarca, a la capçalera de la vall de la Ribera de Cabrils, afluent indirecte de la Tet per l'esquerra. És al límit amb el Capcir i la comarca occitana del País de Salt. La de Censà és la cinquena entitat municipal amb menys població dels Països Catalans i la quarta de la comarca del Conflent.
El terme, tot ell molt abrupte i trencat, està format per tota la vall alta de la Ribera de Cabrils, amb tots els seus límits muntanyencs naturals, de força alçada, més, al sud-est de la comuna, els vessants sud-occidentals del Puig de la Pelada i del Puig d'Escotó. Al nord, el límit de la vall, i de la comuna, el forma la Serra de Madres, amb el Madres, de 2.443,1 m alt, com a punt culminant, en el trifini amb Mosset i El Bosquet (País de Salt). És aquest el punt més enlairat de tot el terme comunal, des del qual davalla cap a ponent per una carena fins al Coll dels Gavatxos, de 2.349,6 m alt, prop del lloc on comença la carena que separa el Conflent del Capcir. Aquesta carena, límit nord-oest del terme de Censà amb la comuna capcinesa de Real, davalla progressivament cap al Puig de l'Esquena d'Ase, de 2.006,7 m alt, i continua cap al sud-oest fins a prop a llevant del Coll de Censà, a 1.770,6 m alt, al trifini amb Real i Formiguera. Des del Coll de Censà s'adreça al Puig de l'Orri, de 1.920 m alt, i al Puig dels Agrellons de 1.936, fins a arribar al quadrifini de Censà amb Formiguera, Matamala, tots dos del Capcir, i Ralleu, del Conflent, a 1.896,2 m alt. La carena que separa les valls de Censà i de Ralleu és una altra carena, ja més baixa que les anteriors: va davallant cap al Serrat de les Canaletes, al voltant dels 1.600 m alt, fins que assoleix la llera de la Ribera de Cabrils, a 1.163,4.
Per l'altre costat, del Madres (2.443,1 m alt), marca el límit amb Mosset la carena que, cap a llevant, va fins al Roc Negre, de 2.456,6, des del qual, ja al termenal amb Noedes, baixa cap al sud per la carena que deixa a llevant el Gorg Blau i el Gorg Estelat, fins al trifini de Censà amb Noedes i Oleta i Èvol, a 2.313 m alt. Cap al sud, continua per la carena que separa la vall de la Ribera de Cabrils de la de la Ribera d'Èvol, al voltant dels 2.320 metres d'altitud, fins al Puig de la Pelada, de 2.370. Del Puig de la Pelada, ara cap al sud-est, va, sempre per la carena, cap al Puig d'Escotó, de 2.292 m alt i davalla cap al sud cap al trifini entre Censà, Oleta i Èvol i Orellà, a 2.093,2. Continua cap a migdia, fins a la Llevanera, de 2.050,2 m alt, des d'on segueix una carena secundària cap a l'oest primer i cap al sud-oest després, que des d'aquestes alçades baixa fins a la llera de la Ribera de Cabrils, a 1.147 m alt, que és el punt més baix de tot el terme comunal. El poble de Censà és a 1.444 m alt.
Censà forma part del Parc Natural Regional dels Pirineus Catalans, té al sector nord del terme el Bosc Estatal de Coma de Pontells i a la zona central - meridional el Bosc Comunal de Censà.
Termes municipals limítrofs:
| Real (Capcir)                           | El Bosquet (País de Salt) | Mosset                |
| Formiguera (Capcir) / Matamala (Capcir) |                           | Noedes / Oleta i Èvol |
| Ralleu                                  | Aiguatèbia i Talau        | Orellà                |

### El poble de Censà

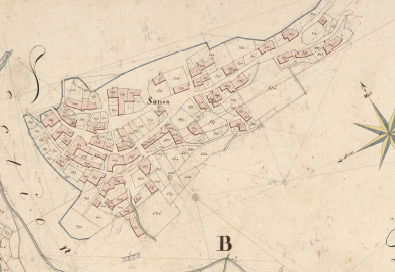
Censà en el Cadastre napoleònic del 1812 (Arxius Departamentals dels Pirineus Orientals)

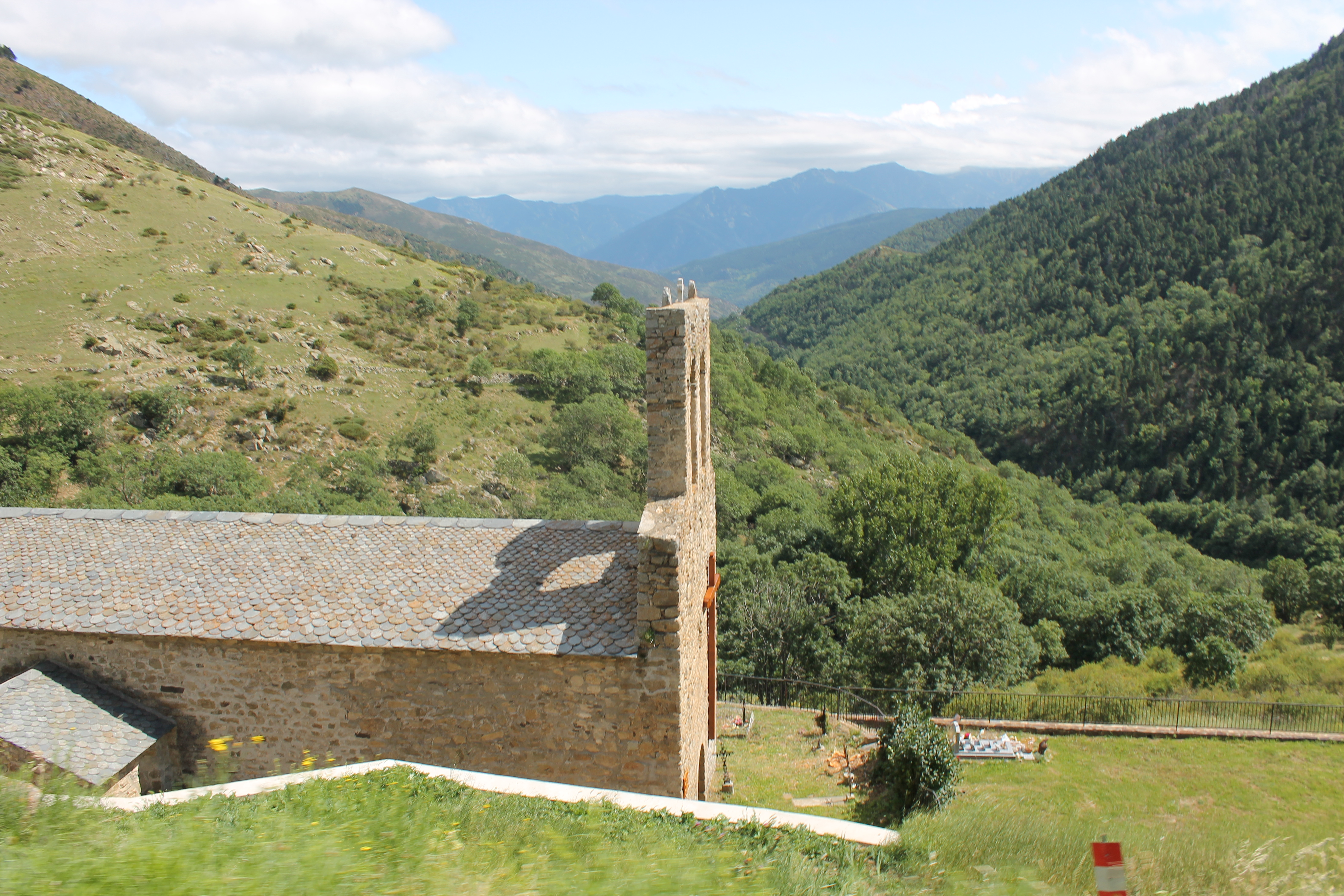
L'església vella i el cementeri del vilatge

El poble de Censà és al sud del seu terme comunal, a prop del termenal amb Ralleu, en un coster que forma part dels contraforts sud-occidentals del Puig de la Pelada, a l'esquerra de la Ribera de Cabrils.
Està format per un petit agrupament de cases, no gaire compacte, amb l'antiga església parroquial de Sant Joan Baptista i el cementiri al seu costat situats a l'extrem de llevant, i més baix, del poble. Al bell mig del poble, però, hi ha la nova església parroquial, també dedicada a Sant Joan Baptista.

### La Guardiola, Vulpellac i la Valleta
Són tres llocs documentats en temps antics, dels quals no es conserva res més que el topònim. La Guardiola correspon a una antiga torre de senyals, documentada el 1395 (roqua de la Guardiola); Vulpellac (Vulpiliago, 1067; loco vocato Volpaylach, 1392) era un lloc situat prop de la Coma de Pontells, i la Valleta és documentada els anys 1492, 1626 i 1543.

### Els masos del terme

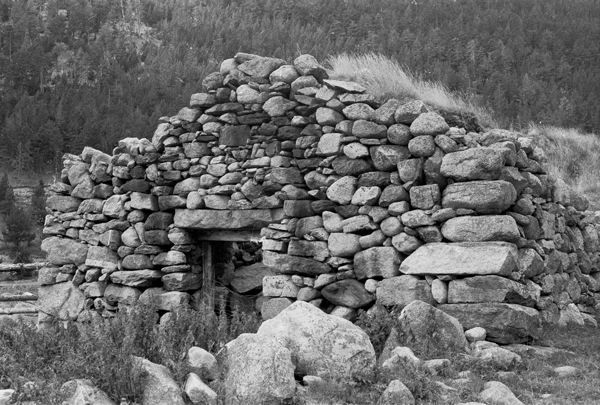
Cortal Delcassó

Les característiques orogràfiques i de vegetació del terme de Censà fan que a penes hi hagi construccions fora del nucli de població. Així, s'hi poden trobar algunes construccions relacionades amb el pastoreig o la vida de muntanya. Hi ha, això sí, una Casa Forestal de l'ONF (Office National des Forêts), mitja dotzena de cortals (cortals del Fajola, del Guillaumes, del Jantó, del Magre, o d'en Delcassó, del Pla de l'Orri i d'en Felip), el Molí d'en Blasi, cinc orris, dels quals només el del Madres té nom, i el Refugi de muntanya. Hi ha també dos ponts: el de Ralleu, i el Vell de Ralleu.

### Hidrònims
El terme de Censà està del tot vertebrat a partir de la Ribera de Cabrils, anomenada en aquesta porció Ribera de Censà. Aquest riu es forma al nord del terme, per la unió de dos recs: el de la Coma de Pontells, que hi aporta les aigües del Rec del Roc Blanc, el dels Gavatxos i el de l'Estany, i del Rec de la Coma de Pinosell, que hi aporta el Rec del Roc Negre i el Rec del Mig, al sud de la Jaça d'en Creu i a llevant del Puig de l'Esquena d'Ase i a ponent del Puig de Passaduc. D'aquell lloc davalla cap al sud-oest, passa a llevant dels Estanyols, fins que gira cap al sud-est, rep per la dreta el Rec de les Clavellines, després el dels Meners, i tot seguit per l'esquerra el de l'Oratori. Poc després passa ponent del poble de Censà, on rep per la dreta el Còrrec o Rec del Bac, i, ja al sud del poble, per l'esquerra el Còrrec o Rec del Solà i el Rec de la Coma de Sant Joan, que hi aporta el Còrrec de la Font dels Coloms. Aigua avall, rep per l'esquerra el Rec del Comall, després el de Coma Vinya, que hi aporta els recs de la Jaça d'en Grau i de la Llavanera, fins que arriba a la Solana, on comença a fer de termenal.
Fora dels cursos d'aigua, cal esmentar també la Font de la Gallinaire i la de la Perdiu, i dos estanys: l'Estany Gros, o de l'Ós, i els Estanyols.

### Orònims
Els topònims del terme de Censà que corresponen a formes de relleu o espais geogràfics específics es poden classificar en obagues, com el Bac, el Bac de l'Oratori, el Bac de l'Orri, el Bac dels Meners i el Bac dels Pradets; boscs, com el Bosc Comunal de Censà, el Bosc de Coma Vinya, el Bosc de la Llosa, el Bosc de la Sorda i el Bosc Estatal de Coma de Pontells; clots, com els Clots, Clot Rodon i Clot Tort; colls, com la Collada de Ranguet, el Coll del Dragó, el Coll dels Gavatxos i el Coll de Censà; comes, com la Coma de Pinosell, la Coma de Pontells, la Coma de Sant Joan i la Coma Vinya; muntanyes, com la Llevanera, el Madres, la Pelada, o Puig de la Pelada, el Puig de l'Esquena d'Ase, el Puig de l'Orri, el Puig de Ranguet, el Puig dels Agrellons, el Puig de Passaduc, el Puig d'Escotó, o Pica d'Escotó, el Roc Negre; planes, com el Pla de Grill, el Pla de l'Orri, el Pla dels Gorgs, o Planal de la Pelada dels Gorgs, o el Ras; serres o serrats, com la Serra de la Balmeta, la Serra de la Pelada, la Serra del Bosc del Mener, la Serra del Bernat Salvatge, el Serrat de Coma Vinya, el Serrat de les Canaletes, el Serrat del Lloser, el Serrat de l'Ós, el Serrat dels Agrellons i el Serrat de l'Esquena de l'Ase, i solanes, com el Solà del Barba-rossa, el Solà dels Pradets i la Solana.

### El terme comunal
Les partides o indrets específics del terme de Censà són l'Avellanosa, els Camps del Felip, els Camps de la Font, els Camps de la Ribera, el Cap dels Prats, Carboneres, Cardils, el Castellar, la Guardiola, la Jaça de Guissot, la Jaça de la Coma, la Jaça d'en Creu, el Lloser, els Meners, la Mort del Mercader, el Pas de l'Entalla, els Pasquers Reials, Passaduc, Perdigolleres, el Piló dels Meners, el Planyol, el Planyol de Dalt, les Ribes de l'Orri, Roc Cosconer, els Tallats, la Valleta i Vulpillac. Alguns són senyals termenals, com l'Alt del Bosc del Mener, la Creu del Coll de Censà, el Piló del Cim del Bac de l'Orri, el Roc Blanc, el Roc d'Abaula, el Roc de la Collada de la Bonissa, el Roc de la Jaça d'en Grau, el Roc de l'Estany, el Roc del Gall, el Roc dels Agrellons, el Roc dels Clots del Gorg, el Roc del Solà de la Coma del Vedell, el Roc Esquerdat, el Roc Foradat, o Roc Blanc, el Roc Mongeter, el Roc Pla i la Savina.

## Transports i comunicacions
Censà està tan mal comunicat com tots els altres pobles petits de la comarca, amb l'agreujant, a més, de la seva situació geogràfica i el seu despoblament.

### Carreteres
Una sola carretera travessa el terme de Censà. Es tracta de la D-4 (Oleta - Matamala), que a penes trepitja el terme comunal en el seu extrem sud-est. Hi ha, però, una variant, la D-4e (D-4, a Censà - Censà), que puja al poble en 2,5 quilòmetres.

### Transport públic col·lectiu
El poble de Censà només disposes del TAD (Transport à la demande), com tots els altres pobles petits del Conflent.

### Els camins del terme
En el terme de Censà hi ha camins interns del terme, com el Camí de la Coma de Pontells des de Censà, el Camí de la Solana, el del Planal, el del Serrat de Coma Vinya, el dels Meners,. D'altra banda, els altres camins depassen el terme comunal i enllacen amb els termes i pobles veïns: Camí de Formiguera, Camí de la Coma de Pontells des de Real, Camí de Ralleu, Camí Vell de Matamala, Camí Vell d'Oleta, o del Capcir, Ruta de Ralleu i Ruta d'Oleta. A més, cal tenir en compte el camí excursionista anomenat Torn del Capcir.

## Activitats econòmiques
El fet que es tracti d'un terme molt abrupte fa que hi hagi poc espai per a l'agricultura tradicional: tot just unes 125 hectàrees conreades, repartides en 3 explotacions agràries. Totes les terres, llevat d'una hectàrea, es dediquen a pastures i farratges. Hi ha una cabana ramadera petita: una quarantena de caps de bestiar oví i poc més d'una vintena de cabrum. Antigament les pastures de Censà eren conegudes i molt utilitzades pels ramats transhumants. El bosc era una altra de les riqueses que donaven feina i riquesa a Censà.

## Història

### Edat mitjana
El nom de la vila apareix esmentat en un document del segle xi (fevum de Santiano, 1067) i novament a mitjan segle xiii (castrum de Sansiano, 1265, fent referència al castell de Censà); per la seva situació en un lloc estratègic de la frontera amb França, des del poble es podia controlar el pas per la vall de Cabrils (Aiguatèbia i Talau, Oleta) i permetia l'accés a l'Arieja a través del Capcir. Al segle xiii, el poble i el castell eren propietat del priorat de Santa Maria de Cornellà de Conflent, que els conservaria fins a la fi de l'Antic Règim, al xviii. Els dos darrers segles de l'Edat Mitjana Censà visqué les epidèmies de pesta del 1348, que delmaren Censà, i a la fi del segle xv les incursions d'hugonots i de francesos acabaren d'enderrocar el poble amb castell i església.

### Edat Moderna

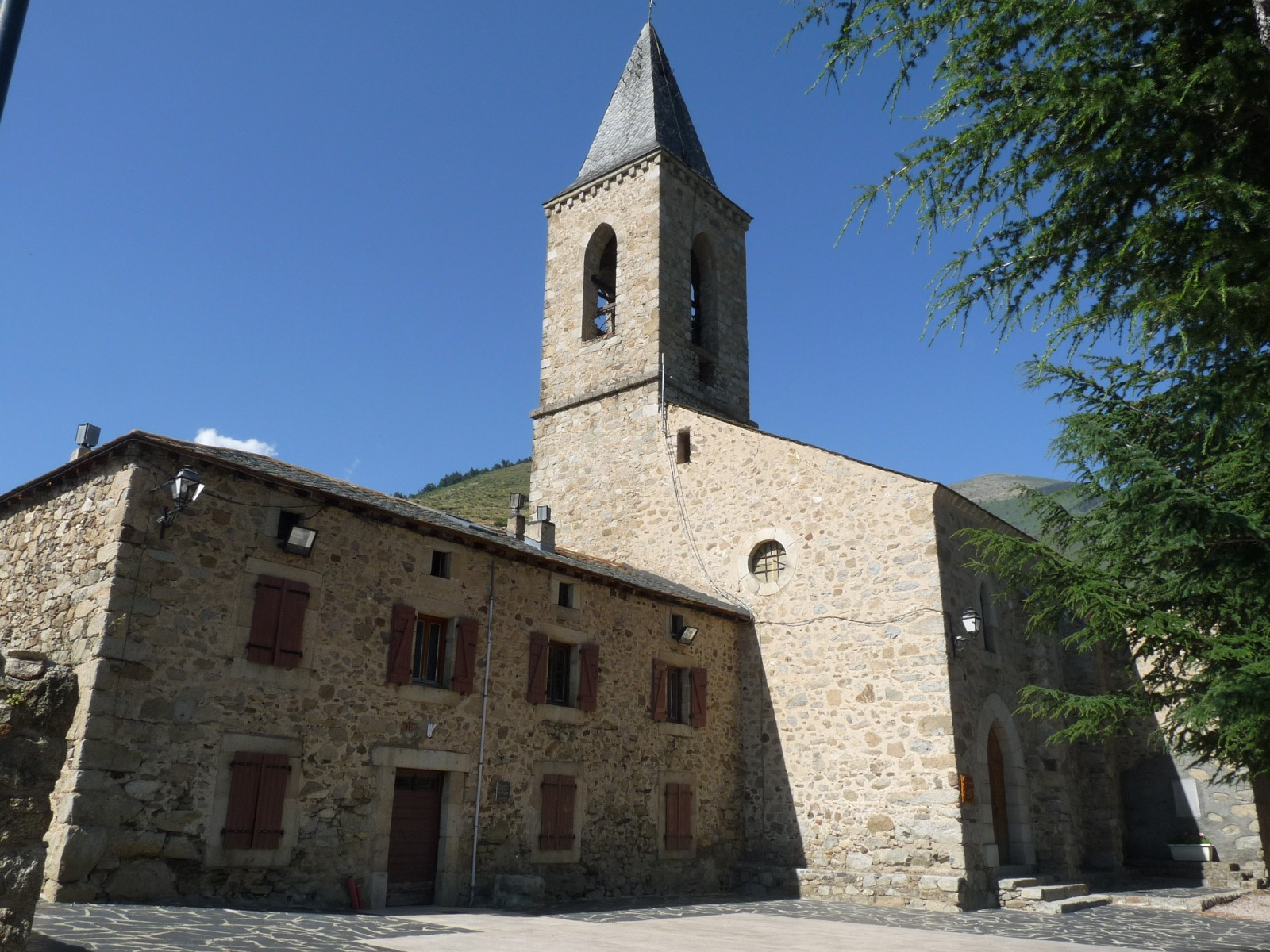
Església de Sant Joan el Baptista i l'ajuntament

Quan hom emprengué la reconstrucció i repoblament de Censà el 1562, molts anys després de la destrucció del poble per francesos, es prometé de reconstruir el castell, cosa que potser feu desaparèixer les restes antigues de la fortificació, i el Prior de Santa Maria de Cornellà de Conflent feu condicions avantatjoses als 17 repobladors de Matamala i d'Eina.

## Demografia

### Demografia antiga
La població està expressada en nombre de focs (f) o d'habitants (h)
| 14 f | 12 f | 9 f | 3 f | 27 f | 17 f | 212 h | 17 f | 40 f |

(Fonts: Pélissier, 1986.)

### Demografia contemporània
| Evolució de la població |      |      |      |      |      |      |      |      |
| 1793                    | 1800 | 1806 | 1821 | 1831 | 1836 | 1841 | 1846 | 1851 |
| 253                     | 240  | 237  | 231  | 248  | 246  | 231  | 240  | 235  |

| 1856 | 1861 | 1866 | 1872 | 1876 | 1881 | 1886 | 1891 | 1896 |
| ---- | ---- | ---- | ---- | ---- | ---- | ---- | ---- | ---- |
| 209  | 208  | 185  | 191  | 204  | 196  | 181  | 171  | 171  |

| 1901 | 1906 | 1911 | 1921 | 1926 | 1931 | 1936 | 1946 | 1954 |
| ---- | ---- | ---- | ---- | ---- | ---- | ---- | ---- | ---- |
| 171  | 158  | 123  | 95   | 90   | 70   | 56   | 54   | 20   |

| 1962 | 1968 | 1975 | 1982 | 1990 | 1999 | 2006 | 2011 | 2015 |
| ---- | ---- | ---- | ---- | ---- | ---- | ---- | ---- | ---- |
| 15   | 14   | 5    | 6    | 7    | 7    | 17   | 28   | 25   |

Fonts: Ldh/EHESS/Cassini fins al 1999, després INSEE a partir deL 2004

### Evolució de la població

Població 1962-2008

## Administració i política

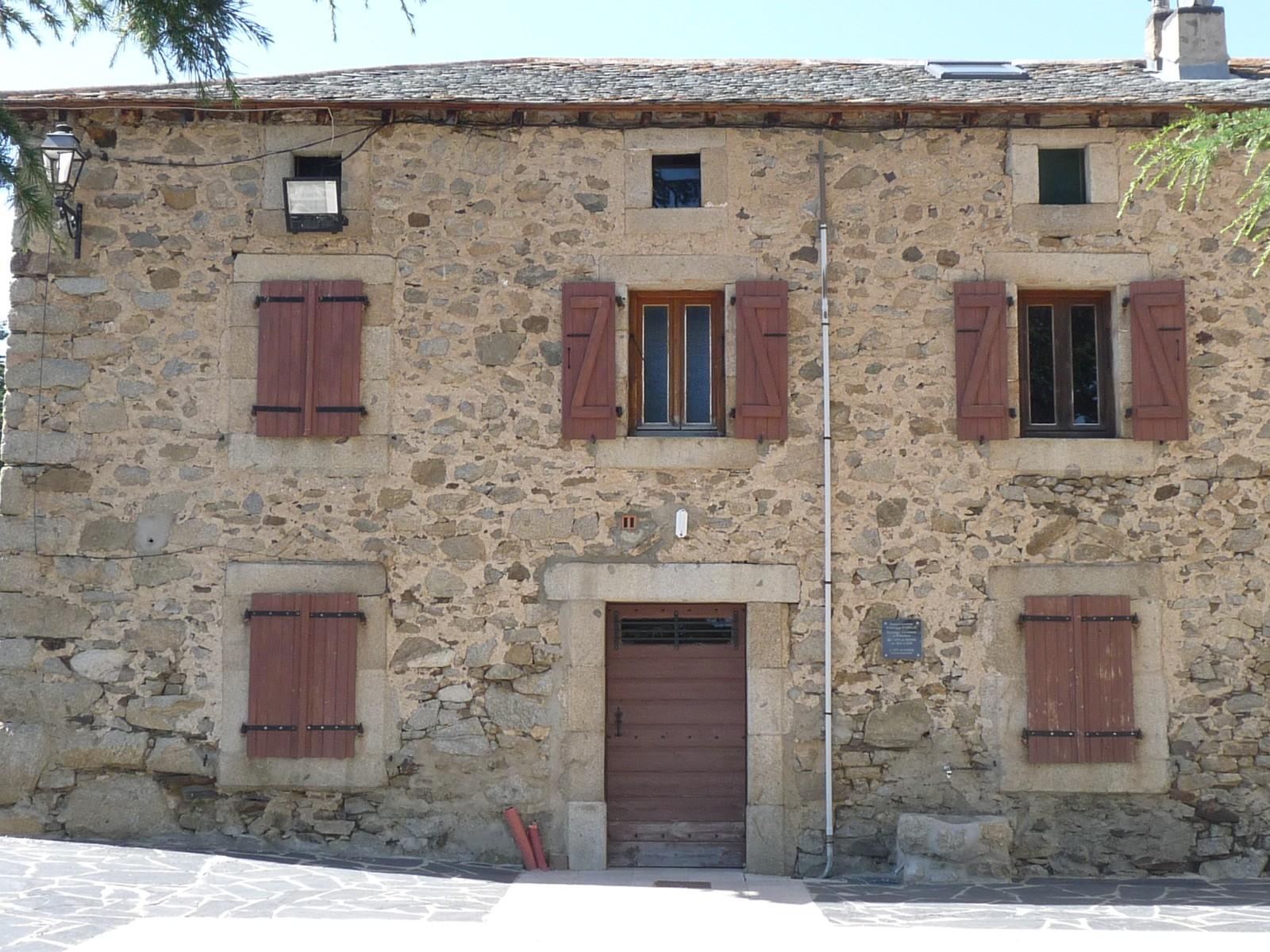
La Casa del Comú de Censà

### Batlles
| Alcalde            | Període                       |
| ------------------ | ----------------------------- |
| Antoni Blasi       | 1850 - 1897                   |
| Joan Delcassó      | 1897 - 1905                   |
| Antoni Salvat      | 1906 - 1907                   |
| Joan Delcassó      | 1907 - 1908                   |
| Francesc Salvat    | 1908 - 1912                   |
| Galdric Delcassó   | 1912 - 1935                   |
| Ernest Batalla     | 1935 - 1941                   |
| Joan Batalla       | 1942 - 1944                   |
| Miquel Pesca       | 1945 - 1971                   |
| Jean-Louis Sougnac | 1971 - Març del 1983          |
| Robert Rivière     | Març del 1983 - Març del 2002 |
| Pierre Franck      | Març del 2002 - Març del 2014 |
| Antoine Tahoces    | Març del 2014 - Moment actual |

### Legislatura 2014 - 2020

#### Batlle
- Antoine Tahoces

#### Adjunts al batlle[11]
- 1a:
- 2n: .

#### Consellers municipals
- Daniel Durand
- Jeanne Ferrer
- Myriam Ferreres
- Daniel Fontanel
- Pierre Franch
- Alain Vila

### Adscripció cantonal

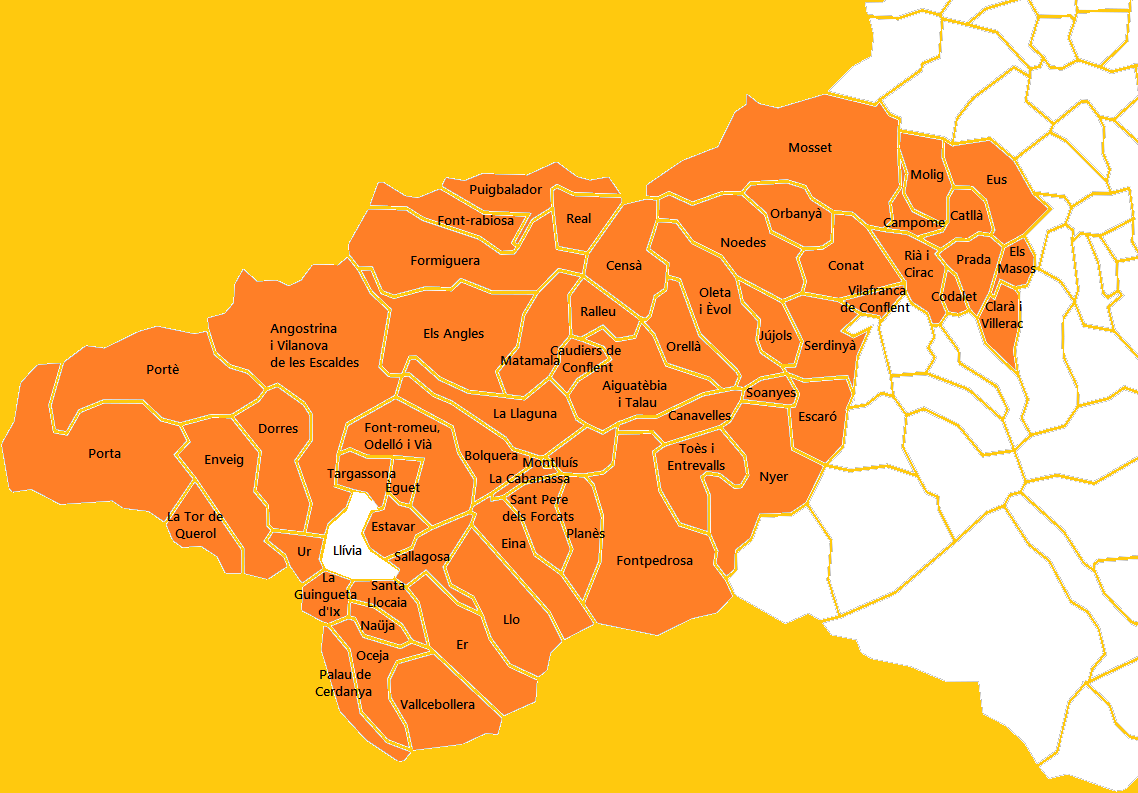
Mapa del Cantó dels Pirineus Catalans

A les eleccions cantonals del 2015 Censà ha estat inclòs en el cantó número 13, dels Pirineus Catalans, que inclou els pobles d'Angostrina i Vilanova de les Escaldes, Bolquera, Dorres, Èguet, Eina, Enveig, Er, Estavar, Font-romeu, Odelló i Vià, la Guingueta d'Ix, Llo, Naüja, Oceja, Palau de Cerdanya, Porta, Portè, Sallagosa, Santa Llocaia, Targasona, la Tor de Querol, Ur i Vallcebollera, de la comarca de l'Alta Cerdanya, els Angles, Font-rabiosa, Formiguera, Matamala, Puigbalador i Ral, de la del Capcir, i les viles de Montlluís, Prada i Vilafranca de Conflent i els pobles d'Aiguatèbia i Talau, la Cabanassa, Campome, Canavelles, Catllà, Caudiers de Conflent, Censà, Clarà i Villerac, Codalet, Conat, Escaró, Eus, Fontpedrosa, Jújols, la Llaguna, Els Masos, Molig, Mosset, Noedes, Nyer, Oleta i Èvol, Orbanyà, Orellà, Planès, Ralleu, Rià i Cirac, Sant Pere dels Forcats, Sautó, Serdinyà, Soanyes i Toès i Entrevalls, de la del Conflent, amb capitalitat a Prada. Són conselleres per aquest cantó Jean Castex i Hélène Josende, de la Unió de la Dreta.

### Serveis comunals mancomunats
Censà forma part de la Comunitat de comunes dels Pirineus Catalans, amb capitalitat a la Llaguna, juntament amb Aiguatèbia i Talau, els Angles, Bolquera, la Cabanassa, Caudiers de Conflent, Eina, Font-romeu, Odelló i Vià, Font-rabiosa, Formiguera, la Llaguna, Matamala, Montlluís, Planès, Puigbalador, Ralleu, Real, Sant Pere dels Forcats i Sautó.

## Ensenyament i Cultura
Com la majoria de pobles petits del Conflent, Censà no té actualment escola pròpia i, com a la major part, l'edifici de les antigues escoles públiques del poble serveix avui dia de Casa del Comú. Els seus infants van preferentment a les escoles dels Angles, Formiguera o Matamala, principalment, els seus adolescents i joves, per a secundària als col·legis de Prada i Font-romeu, i per al batxillerat als liceus dels mateixos llocs anteriors.

## Llocs i monuments

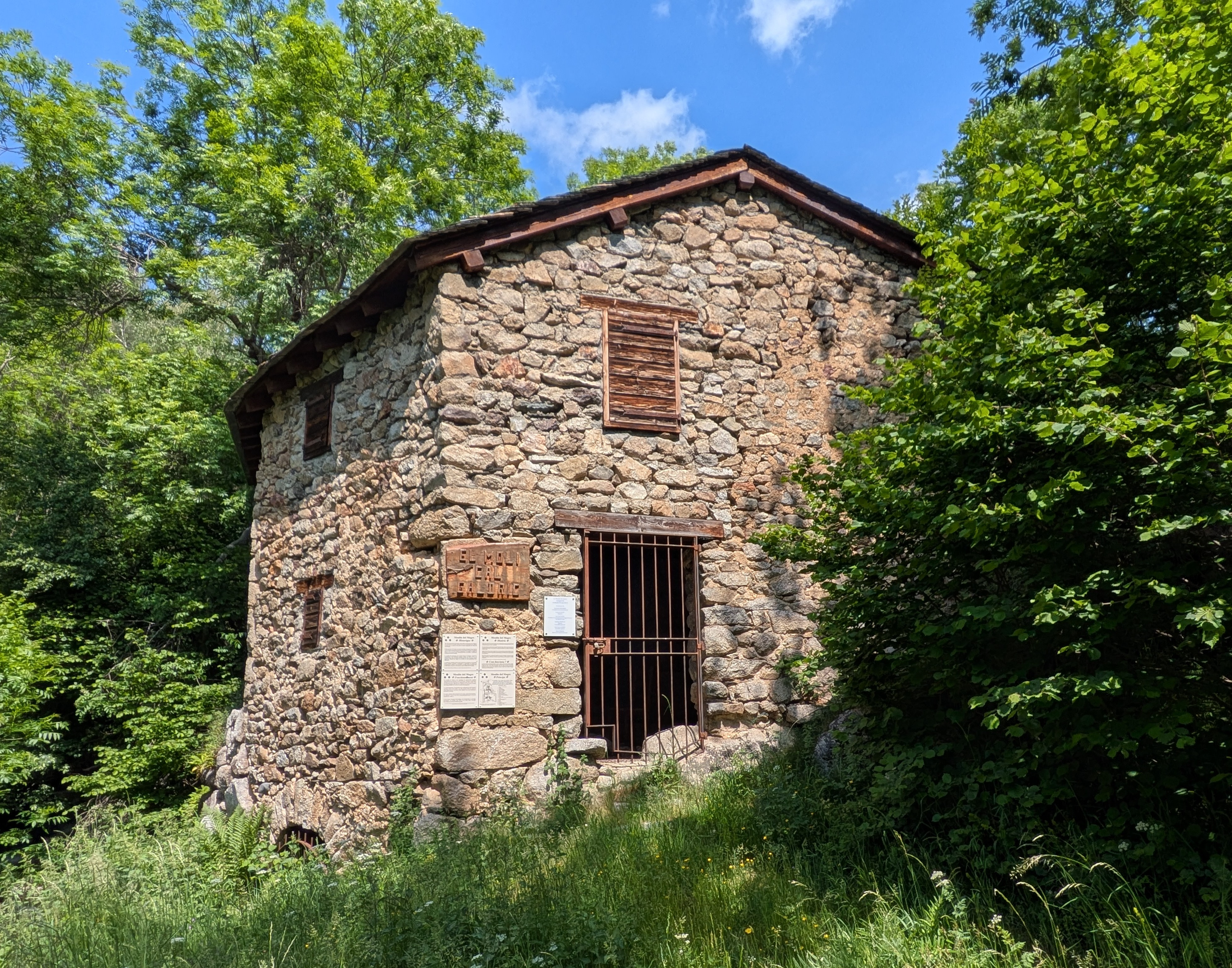
Molí del Magre.

- Església romànica de Sant Joan Baptista, del segle xiii
- Església moderna de Sant Joan Baptista, del segle xix
- Cortal del Cassó, cabana de pastor de pedra seca del segle xix, de dimensions insòlites, situada al Pla de les Ribes de l'Orri.
- Molí del Magre. Un antic molí d'aigua (segle XVII) per moldre gra, situat sota el poble de Censà. El molí va ser rehabilitat el 2013 per iniciativa de l'alcalde i el consell municipal del municipi.[12]